# Радомський Володимир Антонович
Радомський Володимир Антонович (7 березня 1933, Самбір Львівська обл. — 2015, Хмельницький) — доцент, кандидат економічних наук, відмінник освіти України. Ректор Хмельницького інституту конструювання моделювання швейних виробів (ХІКМШВ). Лауреат Всеукраїнського рейтингу «500 впливових особистостей» та лауреат Міжнародного Академічного рейтингу популярності «Золота фортуна».

## Життєпис

### Ранні роки
Радомський Володимир Антонович народився 7 березня 1933 року в м. Самбір на Львівщині.
У 1949 р. закінчив сьомий клас. Допомагав батькові, який був млинарем. Згодом йому порадили піти працювати в ательє. Так опинився в Самбірському ательє другого розряду з пошиття індивідуального одягу.
Хоча навчання було поставлене не за високими педагогічними стандартами, але завдання були нелегкими: від нуля до фінішу пошити певний виріб. Це були й жіночі плаття, й військова форма. Першого року Володимир не отримував ані стипендії, ані зарплати — перебивався на домашніх харчах. Але відчув, що потрапив у свою колію, якою прямуватиме все своє життя.
Перші курси своїх трудових університетів пройшов успішно. Через два роки умів шити чоловічий і жіночий верхній одяг, а також легкі жіночі плаття. Опановувати швейну специфіку допомагали завідувач ательє І. Волошанський та майстер І. Борсук. Уся бригада, особливо жінки, ставилися до юного студента прихильно й завжди готові були допомогти.
Після закінчення навчання в ательє в лютому 1951 р. Володимира взяли до Самбірської швейної фабрики на посаду майстра швейного цеху в бригаду №4, у якій налічувалося до 70 працівників. Умови праці, як порівняти з ательє, були гірші. Жодної творчості — на потоці гнали фуфайки, ватні шаровари та інший тодішній ширужиток. Працювали в три зміни й у важких умовах.
Попри зайнятість, Володимир прагнув здобути середню освіту, тому вчився також у вечірній школі, до якої вступив ще коли навчався і працював у ательє.
Рівно за рік Володимира Антоновича, як фахівця перевели на посаду фінішного контролера відділу технічного контролю. Це була відповідальна посада. Серед обов’язків було не пропустити брак, бо якщо тоді, на початку 50-х, надійшла рекламація на продукцію, це могло б дорого обійтися, аж до ув’язнення. Але 21 травня 1951 р. Володимира Антоновича призвали на армійську службу, і він із полегшенням покинув свою відповідальну роботу.
Після призову, за кілька днів новобранців із Дрогобича доставили поїздом у Севастополь. 24 травня, уже вдягнений у морську форму, зробив п’ятихвилинне фото й відправив додому разом із листом вітання батьку й матері. Лист дійшов за чотири доби. Саме того дня хоронили матір Володимира Антоновича. Його батько був неписьменним. Молодші сестри і брати-школярі, ще не вміли описати життя-буття своє і батьків, тому Володимир Антонович нічого й не знав про обставини в сім’ї. Через пів року його викликали до командира для проходження додаткового медогляду — відбирали хлопців для служби на підводних човнах. Капітан розпитуючи про сім’ю, раптом сказав, що Володимиру Антоновичу дають відстрочку, аби він поїхав додому та допоміг виховувати менших братів. Володимир Антонович не зрозумів причини такого неочікуваного ставлення, але то був наказ. Йому вручили необхідні документи, і видали 30 карбованців на дорогу. Із цим молодий солдат поїхав додому, де дізнався про смерть матері. Тоді йому стала зрозумілою прихильність капітана, якого, мабуть, хтось із сільради чи районного військкомату сповістив про становище в сім’ї.
На тому і скінчились стосунки з армією. І вже 12 листопада 1952 року Володимир Антонович знову переступив поріг Самбірської швейної фабрики, уже як міжпроцесний контролер ВТК (відділ технічного контролю). За три місяці його перевели майстром уже знайомої бригади № 4. Наприкінці року йому вперше вдалося побачити столицю України — керівництво фабрики відрядило молодого фахівця до Києва на чотиримісячні республіканські технічні курси майстрів агрегатів. Після повернення курсів Володимира Антоновича призначили начальником агрегату. Це в тому числі передбачало повну матеріальну відповідальність: перед початком зміни він брав зі складу крій для завдань на зміну, а після роботи здавав готову продукцію на склад.
Агрегат, яким опікувався Володимир Антонович, мав двигун із валом-приводом, від якого працювала кожна одиниця тодішнього швейного обладнання. Швачки, сидячи одна навпроти одної за столом завдовжки 20 метрів, натиснувши педаль вмикали свої машинки, приводом до яких був пасок від вала. Усі швачки працювали згідно зі схемою розподілу праці. Кожна операція мала відповідати такту з відхиленням ±5%. Принцип потокового методу з плином часу використовувати перестали: дався взнаки психологічний чинник, що негативно впливав на продуктивність праці. Тому на виробництві зменшили кількість збільшених бригад і перейшли на потоки малих серій.
Та не тільки роботою жив Володимир Антонович. Оскільки в ті часи не було ані телебачення, ані інтернету, усі бажаючи самі ставали сценаристами, режисерами й акторами. Володимир Антонович грав на акордеоні, у фабричному оркестрі — на корнеті, а ще співав у хорі. Завдяки громадській активності Володимира Антоновича в 1951 році прийняли в комсомол, а 1958 року — у партію.
У 1955р від Самбірської швейної фабрики було обрано кандидатуру Володимира Антоновича для проходження центральних технічних курсів  у місті на Неві. Навчання на курсах підвищення кваліфікації майстрів-технологів швейного виробництва було справжнім випробуванням. За одинадцять місяців студенти мали не тільки вдосконалити свою професію, а й засвоїти програму двох курсів технікуму. Навчання тривало по вісім годин на день.
Після навчання повернувся до Самбіра, уже як конструктор-експериментальник.
У 1958 році на базі Самбірського будинку для людей похилого віку Міністерство соціального забезпечення України відкрило профтехшколу-інтернат із підготовки кравців. У цьому закладі на повному державному забезпечені мали навчатись інваліди війни, праці й дитинства. Директором залишився керівник попереднього закладу М. Кудін. Завучем для організації матеріальної бази, набору викладачів і навчального процесу загалом поставили О. Ковзуна, який був істориком за освітою, мав організаторські здібності, але фахових знань щодо швейного виробництва йому бракувало. Тому на швейній фабриці Ковзуну запропонували кандидатуру Радомського. Оттак Володимир Антонович потрапив у новий життєвий вир. Треба було починати все з нуля: вишукувати в ательє нових спеціалістів, організовувати виробничі процеси, вибивати обладнання. Зокрема для погодження заявки на нове обладнання побував у міністра соціального забезпечення О. Федорова, де аргументовано довів прохання школи.
Нарешті, виробнича база була підготовлена. Почали з’їжджатись учні. Усього в профтехшколі навчалось 200 людей. Навчання тривало два роки. Перед учнями не ставили надто складних завдань, як-от пошиття модельного одягу. Шили вбрання для соціальних установ — будинків інвалідів і людей похилого віку.

### Особисте
Навчаючись у Київському технікумі легкої промисловості, познайомився з майбутньою дружиною — Галиною Олексіївною Вараксіною. На час навчання і знайомства з Радомським вона працювала начальником цеху Хмельницької швейної фабрики. Споріднений фах і обопільна симпатія зблизили їх, і Володимир Антонович запросив Галину Олексіївну переїхати до Самбірщини. У квітні 1960 році вона так і зробила та стала викладачем інтернату.
Того ж року Володимир Антонович та Галина Олексіївна отримали дипломи Київського заочного технікуму легкої промисловості за кваліфікацією технік-технолог. Та в плані освіти не хотіли на цьому зупинятись, тому одразу подали документи до українського поліграфічного інституту ім. І. Федорова, що у Львові. Своїй професії не зраджували, проте такою була практика в ті часи: студент закінчує три курси загальнотехнічного факультету, що розташований найближче, після чого продовжує навчання в обраному виші за фахом. Метою було здобути освіту в Київському технологічному інституті легкої промисловості, що згодом і зробили. 7 листопада вони повінчались. Сімейне життя почалось у приватній квартирі, а медовий місяць та всі подальші місяці й роки долали разом у праці й навчанні.

### Трудова діяльність
1962 року Радомський переїхав до Хмельницького. Його зарахували на посаду технолога конструкторсько-технологічного бюро облпобутуправління. Менш ніж за три роки доручили створити й очолити салон напівфабрикатів на Хмельницькій фабриці індивідуального пошиття одягу.
У 1966 році Володимира Антоновича перевели на посаду завідувача ательє 1-го розряду. Після отримання диплома призначили головним інженером фабрики «Індодяг». Йому підпорядковувалися всі ательє міста, у яких працювало 850 людей. Також йому належало відповідати за організацію виробничих процесів, купувати та встановлювати нове обладнання, слідкувати за дотриманням техніки безпеки тощо. Щоби поглибити знання в цьому напрямі, на початку 1968 року Радомський навчався на двомісячних республіканських курсах підвищення кваліфікації інженерно-технічних працівників.
У грудні 1969 року Володимиру Антоновичу запропонували посаду начальника виробничого відділу облпобутуправління. Тепер йому підпорядковувалась уся область — це сотні підприємств побутового обслуговування в усіх містах і багатьох селищах, загалом 11 тисяч працівників і працівниць. Він впроваджував нову техніку, розробляв техпроцеси та, як завжди, відповідав за організацію виробництва.
У 1970 році він очолив Хмельницький навчально-виробничий комбінат, що по вулиці Кам’янецькій, 141 (згодом ПТУ №10) і працював там директором дев’ять років.
У 1974 році Радомського запросили на Всесоюзну наукову конференцію, що відбулась у Кубанському університеті, м. Краснодар. Він виступив із доповіддю «Удосконалення народногосподарського, галузевого й територіального планування сфери послуг».
Згодом взявся за підготовку кандидатської дисертації, науковим керівником якої став доктор економічних наук О.І. Кочерга, завідувач відділу невиробничої сфери у Раді з вивчення продуктивних сил УРСР при Академії наук.
Радомський працював над дисертацією «Удосконалення територіальної організації побутового обслуговування населення». Через великий обсяг роботи та неможливість узяти відпустку для навчання в аспірантурі та написання кандидатської, захистив її через десять років. 29 червня 1984 року Рада з вивчення продуктивних сил УРСР Академії наук України присудила В.А. Радомському науковий ступінь кандидата економічних наук.
За період підготовки до захисту кандидатської вийшла майже сотня друкованих статей і науково-методичних праць В.А. Радомського. Також було видано два патенти на винаходи: «Пристрій канонічного розкладу числа на множини математик» і «Пристрій для обчислення швидкого трансформування Фур’є».
6 серпня 1979 року Володимира Антоновича перевели на посаду головного інженера облпобутуправління.
У жовтні 1980 року він очолив фабрику «Індодяг».
У 1984 році після конкурсу на заміщення вакантної посади викладача він потрапив на кафедру економіки та організації побутового обслуговуванняХмельницького технологічного інституту побутового обслуговування.
У 1986 році йому надали вчене звання доцента кафедри економіки та організації побутового обслуговування.
У 1990 році обрали заступником декана, а згодом і виконувачем обов’язків декана інженерно-економічного факультету.

### Омріяний виш
На початку 90-х Радомський задумав втілити в життя ідею покращення підготовки спеціалістів. Хоч виші загалом готували непоганих інженерів-технологів, але був суттєвий недолік: їм бракувало належних практичних знань та практики. Тому коли в Україні почалися нові економічні та соціальні процеси, почали з’являтися виші недержавної форми власності. От і вирішив Радомський заснувати приватний інститут. Але рішення було майже авантюрне, бо не мав ані власних капіталів, ані фінансування з боку держави, ані допомоги багатих родичів чи грантів із закордону.
Насамперед було знайдено приміщення на фабриці «Індодяг». Фабрика на той час фактично розпалася та розділилася на дрібніші структури, отже, на її території з’явилися вільні площі. Саме тут було закладено підвалини першого в Україні приватного інституту у сфері швейного виробництва.
9 вересня 1992 року виконком Хмельницької міської ради ухвалив рішення №274 «Про реєстрацію Хмельницького приватного інституту конструювання і моделювання швейних виробів».
Тоді набрали 44 студенти. Оскільки викладацький склад був сформований не повістю (особливо відчувалася нестача викладачів економічних та гуманітарних дисциплін, яких вимагала інститутська програма), то почали з практики. Першим і надійним помічником В.А. Радомського став майстер виробничого навчання Л.М. Конопенко.
В ідею Радомського повірили й забезпечили сталий розвиток навчально-педагогічного процесу колеги з університету: кандидат технічних наук Г.І. Міщенко, кандидат філософських наук О.М. Ходаківська, кандидат економічних наук В.Т. Боратинець, кандидат технічних наук І.І. Слєпко, кандидат фізико-математичних наук В.І. Капінос, доктор фізико-математичних наук І.І. Качурик, кандидати історичних наук М.О. Григорчук та А.Н. Степанов та інші.
Оскільки кількість студентів щороку зростала (у 1993 році прийняли на навчання 51 студента, в 1994 — 49, в 1995 — 50), треба було постійно шукати більше приміщень. Тому вже у 1993 році новостворений виш переїхав на четвертий поверх будинку побуту «Південний Буг», що Південно-Західному мікрорайоні  на вулиці Кам’янецькій, 2. Там було створено швейну лабораторію, два лекційні класи, і, нарешті, кабінет для викладачів і ректора.
Але кількість студентів і надалі збільшувалась, тому орендували просторіше приміщення на Львівському шосе, 51/2 — порожній дитсадок, що належав заводу «Катіон».
Із запровадження акредитації вищих навчальних закладів у 1995 р., державною атестаційною комісією Міносвіти, було видано ліцензію  №237881 на продовження освітньої діяльності, пов’язаної з наданням вищої освіти та приймання 50 осіб на курс.
У 1996 році на стаціонарі навчалося 195 осіб, ще 27 студентів — заочно. І знову постало питання про місце для проведення навчання. Перебуваючи три роки в черговому орендованому дитсадку на Львівському шосе, 41/2, нарешті, у 2002 році за власні кошти вдалося придбати приміщення на вулиці Молодіжній, 12/1 (6). Тут облаштували сім навчальних аудиторій, три швейні лабораторії із сучасним швейним обладнанням, два комп’ютерні класи з доступом до інтернету, видавничий центр, навчальний комплекс «Автоматизоване робоче місце конструктора-модельєра», бібліотеку із читальним залом, актову залу.
Поступово інститут зміцнювався кваліфікованими викладацькими кадрами, серед яких були професори, кандидати наук, доценти.
Технологічний факультет, який очолювала С.Л. Мельничук, мав три кафедри:
конструювання та технології швейних виробів;
природничо-наукових дисциплін;
гуманітарних та соціально-економічних дисциплін.

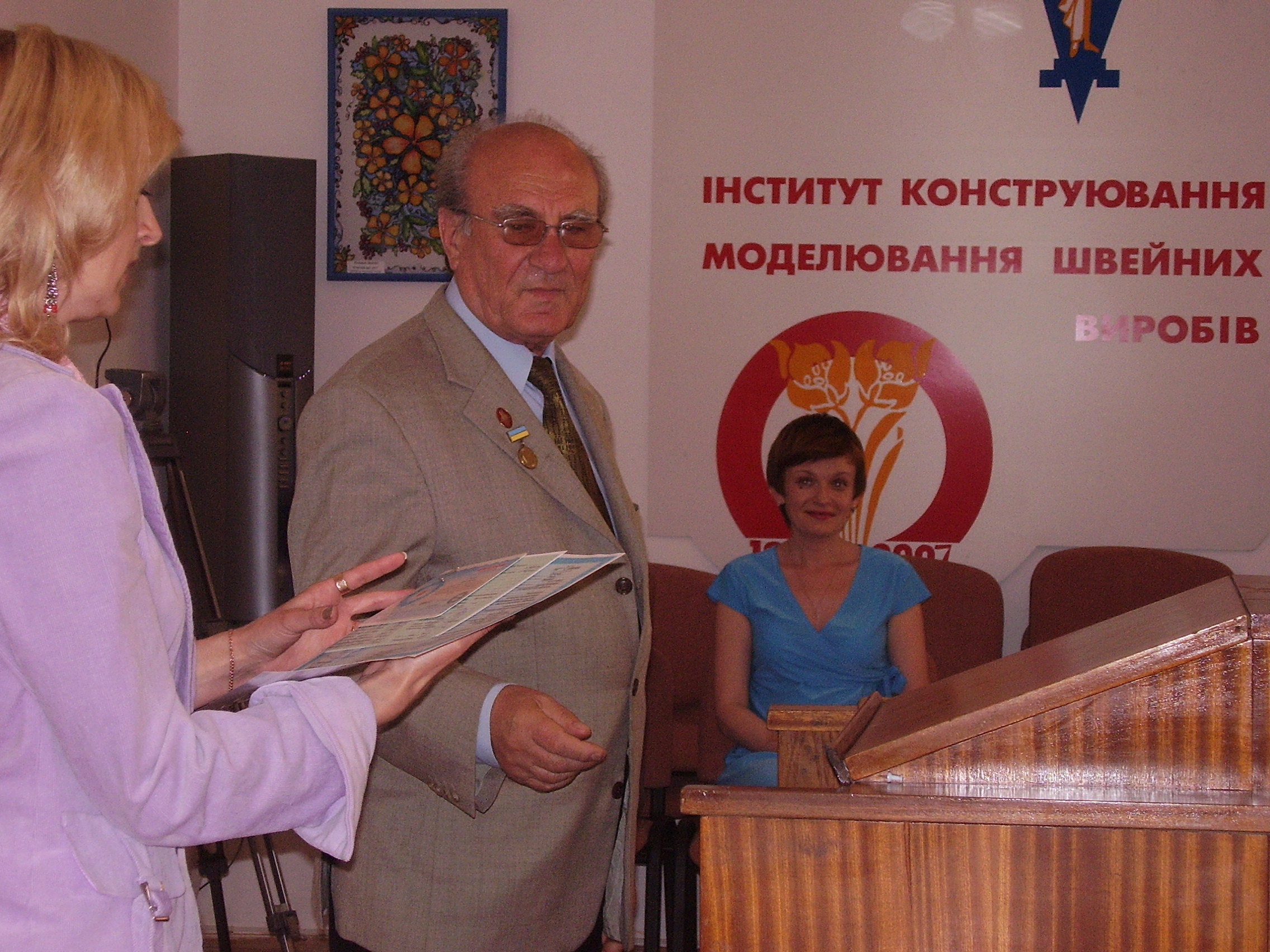
В.А. Радомським та С.Л. Мельничук, С.Ю. Тихолаз (Вручення дипломів)

Керували кафедрами кандидати технічних наук Г.П. Базюк, О.П. Русалін, кандидат педагогічних наук Ю.В. Кудінов. Усі майстри мали вищу освіту, зокрема, старший майстер Н.П. Сирова, З.О. Лемківська, Т.В. Атаманчук (випускниця інституту), Т.М. Бондарчук, С.Ю. Тихолаз (вихованка інституту).
У педагогічному складі були прекрасні викладачі-предметники, як-от: Т.О. Карачун (вища математика), І.Є. Коровець та О.В. Вальковець (інформатика), О.В. Любанська (малюнок, проєктування художніх систем), О.В. Міщенко (матеріалознавство), Т.Є. Нестер (обладнання швейного виробництва), В.І. Пилипів (фізика), а також викладачі конструювання та моделювання швейних виробів: О.В. Гаврилова, Л.В. Горбатюк, Н.Ю. Карамова.
У 2007 році у виші навчалися майже 600 студентів. Інститут мав III рівень акредитації. Також мав ліцензію на проведення курсового професійно-технічного навчання і підвищення кваліфікації закрійників та кравців 4-го і 5-го розрядів. 

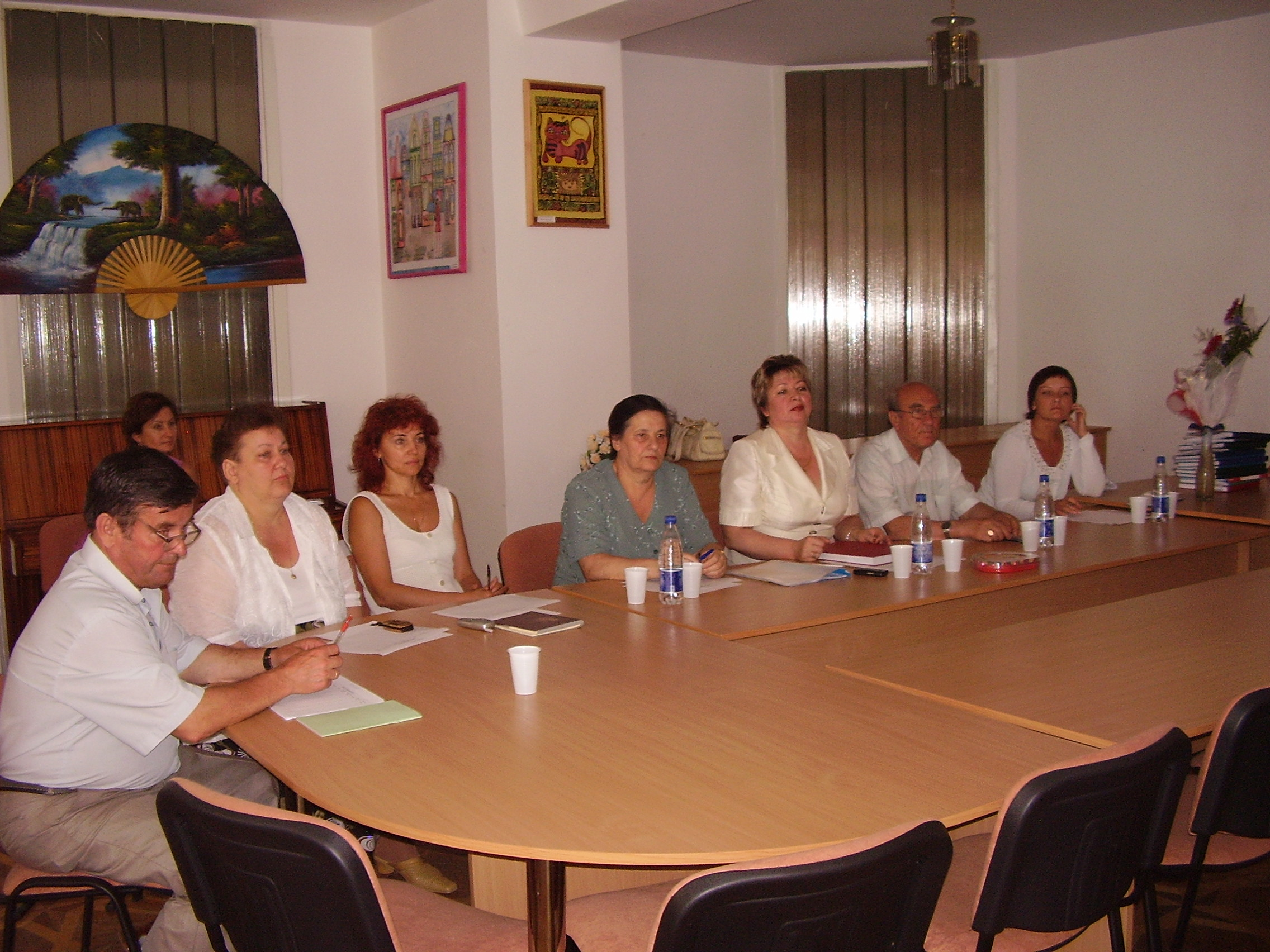
Комісія по захисту дипломної роботи

Студенти конструктори-технологи брали участь і перемагали у всеукраїнських та міжнародних конкурсах молодих дизайнерів, зокрема, «Адміралтейська голка» у Санкт-Петербурзі, «Барви осені» та «Кришталева надія» в Києві, «Барви Поділля» в Хмельницькому та Вінниці, «Мода — анти-СНІД» у Львові. Займалися науково-дослідними роботами, виступали з доповідями на всеукраїнських конференціях та олімпіадах.
Юність, молодість, життя —
Це свята мета мого вузу.
Встань в красі, модель добра!
Юність молодість життя!
(Із гімну Хмельницького інституту конструювання моделювання швейних виробів. Слова Володимира Радомського, музика Ореста Петречка).
Інститут припинив свою діяльність 2013 року.

## Нагороди і відзнаки
17.02.2000 р. нагороджений знаком «Відмінник освіти науки»  Міністерства освіти і науки України.
03.11.2001 р. наказом Прикордонних військ України нагороджений нагрудним знаком «Відмінний прикордонник» ІІ ступеня.
10.12.2001 р. лауреат Всеукраїнського рейтингу «500 впливових особистостей України. 10 років незалежності».
02.09.2002 р. нагороджений почесною грамотою Міністерства освіти і науки України за вагомий внесок у становлення та розвиток навчального закладу нового типу, впровадження сучасних методів навчання та виховання студентської молоді, підготовку кадрів для легкої промисловості та сфери побуту.
08.11.2003 р. нагороджений знаком у вигляді ордену «За розбудову освіти» від Асоціації навчальних закладів України недержавної власності.
11.11.2003 р. нагороджений дипломом та срібною медаллю «Незалежність України» Міжнародного академічного рейтингу популярності «Золота фортуна».